# 香川県を舞台とした作品一覧
香川県を舞台とした作品一覧（かがわけんをぶたいとしたさくひんいちらん）では、香川県内を舞台（モチーフ・ロケーション）とした文芸、ドラマ、漫画・アニメーション、映画作品について記述する。

## 文芸作品（小説・古典）
- 蒼い唐辛子（滝口春男）
- あしたの風（壺井栄）
- アトミックボックス（池澤夏樹）
- 雨月物語 白峰
- うどんの時間（山下貴光）
- 海の夜明け（白石一郎）
- Nのために（湊かなえ）
- 海辺のカフカ（村上春樹）
- 海も暮れきる（吉村昭）
- おまめごとの島（中澤日菜子）
- 神の一球
- 義経記
- 空海の風景（司馬遼太郎）
- 源平盛衰記
- 孤宿の人（宮部みゆき）
- 琴電殺人事件（西村京太郎）
- 今昔物語
- 金毘羅（森鷗外）
- こんぴら狗（今井恭子）
- 殺意のサンライズ特急瀬戸（矢島誠）
- さぬき金毘羅殺人事件（中津文彦）
- 讃岐路殺人事件（内田康夫）
- 讃岐路殺人特急（荻原秀夫）
- さぬき歴史散歩 青い国-香川の盛衰（徳永真一郎 十川信善）
- JR瀬戸大橋線の危機（種村直樹）
- 小豆島殺人事件（中町信）
- 白い道（瀬戸内寂聴）
- 新・平家物語（吉川英治）
- 崇徳伝説殺人事件（内田康夫）
- 青春デンデケデケデケ（芦原すなお）
- 瀬戸内の惨劇（蒼井雄）
- 瀬戸内を渡る死者（津村秀介）
- 瀬戸大橋殺人海峡（木谷恭介）
- 瀬戸大橋マリンライナー殺人旅行（斎藤栄）
- 瀬戸の海殺人回廊（浅黄斑）
- 続膝栗毛金毘羅参拝（十辺舎一句）
- 空の如く、海の如く（ 新田淳子）
- 高松発寝台特急「瀬戸」の殺人（峰隆一郎）
- 駄犬道中こんぴら埋蔵金（土橋章宏）
- 伝説シリーズ 悲痛伝（西尾維新）
- 二十五の瞳（樋口毅弘）
- 二十四の瞳（壺井栄）
- 乃木若葉は勇者である（原案：タカヒロ、著者：朱白あおい）
- 野に咲けあざみ（芦原すなお）
- バトル・ロワイアル（高見広春）
- 母のない子と子のない母と（壷井栄）
- 平家物語
- 僕のいく道（新堂冬樹）
- 丸亀ナイト（山下貴光）
- 源義経（村上元三）
- 源義経(元木泰雄）
- 武蔵坊弁慶（富田常雄）
- メランコリック・サマー（みうらじゅん）
- 夜行列車の女（西村京太郎）
- 有言実行クラブ（山下貴光）
- 八日目の蝉
- 鷲尾須美は勇者である（タカヒロ）
- 楠芽吹は勇者である（原案：タカヒロ、著者：朱白あおい）

## テレビドラマ
連続ドラマ
- あしたの風
- 表参道高校合唱部
- さすらい刑事旅情編
  - Ⅱ第1話、「寝台特急瀬戸・海峡の花嫁」
  - Ⅳ第19話「瀬戸大橋・断崖に立つ女消された記憶」
- 新・平家物語
- 八日目の蝉
- 義経「八島の合戦」
- ラブレター

単発ドラマ
- おふくろ先生の診療日記3
- 温泉若おかみの殺人推理9
- さすらい署長 風間昭平6
- さぬきうどん融資課
- 高松神戸ジャンボフェリー殺人海峡
- 西村京太郎トラベルミステリー・41・夜行列車の女
- 二十四の瞳
- 保険調査員 しがらみ太郎の事件簿3

## 映画
- 青空ポンチ
- 明日へ 戦争は罪悪である
- アヒージョ!
- UDON
- 男はつらいよ 寅次郎の縁談
- 嵐の果し状
- 投げたダイスが明日を呼ぶ
- 渡り鳥故郷へ帰る
- 女の暦
- 喜劇 駅前桟橋
- きな子〜見習い警察犬の物語〜
- 恋とオンチの方程式
- 桜の温度
- サマータイムマシン・ブルース
- 死国
- 社長繁盛記
- 少林寺拳法
- 純愛 草の実
- 新・喜びも悲しみも幾歳月
- 青春デンデケデケデケ
- 小さな花の物語
- 釣りバカ日誌1
- トラック野郎・故郷特急便
- 二十四の瞳（1954年）
- 二十四の瞳（1987年）
- 猫と電車
- 馬鹿っちょ出船
- 百年の時計
- ぼくのママと黄色い自転車
- ぼくは五才
- めおん
- 八日目の蝉
- 喜びも悲しみも幾年月
- ロード88
- 世界の中心で、愛をさけぶ

## 漫画・アニメ
- うどんの国の金色毛鞠
- からかい上手の高木さん
- 瀬戸の花嫁
- センゴクシリーズ
- メイちゃんの執事
- モンキーターン
- 結城友奈は勇者である[1]

## 音楽作品
- 明日賀川恋歌
- オリーブの唄
- 金毘羅一段
- 讃岐の女
- 瀬戸の花嫁
- 高松夜曲
- 波止場しぐれ
- 屋島の扇
- SummerPockets

## 舞台作品
- 海人
- 青春デンデケデケデケ
- 二十四の瞳
- 八島

## ラジオドラマ
- 海を渡る日（NHK-FM FMシアター）
- 孤宿の人（NHK-AM、新日曜名作座）
- こんぴら夫婦（NHK-FM、FMシアター）
- 空に近いアクアリウム（NHK-FM FMシアター）
- 多羅間さんどこ行った（NHK-FM FMシアター）
- 僕の意地悪でえらそうなヒール（NHK-FM FMシアター）